# Ronduit.nl
Ronduit.nl was een radioprogramma van de Evangelische Omroep (EO), dat werd uitgezonden op radio 3FM. Elke zondagavond wordt daarin een mix tussen christelijke en seculiere muziek gedraaid door dj Klaas van Kruistum. In 2005 nam hij het stokje over van Herman Wegter en Manuel Venderbos. 
Ronduit.nl was ook een website, en was ook een televisieprogramma op Nederland 2.